# Mas Rampinyo
Mas Rampinyo és un barri de la vila i municipi de Montcada i Reixac, de la comarca del Vallès Occidental.
| Entitat de població | Habitants |
| ------------------- | --------- |
| Mas Rampinyo        | 10.021    |
|                     |           |

## Situació
El barri s'estén al nord de Montcada, separat de la vila pel riu Ripoll. Antigament era conegut com la plana de Sant Pere de Reixac, al peu de l'ermita de Reixac i confluència dels rius Ripoll i Besòs. Amb el pas del temps, s'han creat sub-barriades com ara Gurugú, Montcada Nova i Mas Duran, i polígons industrials com ara Fointvasa i Pla d'en Coll.

## Economia
La indústria és la base econòmica del municipi i ha desbancat l'economia tradicional de Montcada i Reixac, que s'havia basat sempre en l'agricultura: vinya, blat, patates, maduixa i arbres fruiters.
Avui dia, la industrialització ha contribuït a l'abandonament de les tasques agrícoles. Ja són pocs els que encara tenen algun conreu tradicional.

## Història
La zona on actualment trobem el barri de Mas Rampinyo va ser destinat, ja en època medieval, al conreu de cereal i de vinya, i va ser pas de mercaderies gràcies al camí ral d'origen romà que el travessa.
La història d'aquest barri és recent; el topònim va formar-se a la segona meitat del segle xix. Els darrers estudis de Xavier Colomé apunten referències d'aquest topònim a la dècada de 1870.

En relació amb l'origen del nom, hi ha qui defensa que prové d'un lloc figurat, probablement una casa de pagès propera a l'emplaçament actual del barri, l'aïllament de la qual l'hauria convertit en un cau de lladregots i mals costums, amants de rampinyar ('robar'). Tanmateix, aquesta història no té cap fonament històric i tot apunta que el topònim podria estar relacionat amb el verb rampinar, que fa referència a tasques agrícoles.

## Patrimoni històric
| Element Patrimonial     | Estil/època | Ubicació               | Coordenades                | Imatge |
| ----------------------- | ----------- | ---------------------- | -------------------------- | ------ |
| La Unió de Mas Rampinyo | 1921        | Avda. Catalunya, 16-18 | 41°29'37.96"N 2°10'55.22"E |        |
| Can Pomada              | s. XVIII    | N/D                    | 41°30'6.33"N 2°10'26.80"E  |        |
| Can Rocamora            | s. XIX/XX   | N/D                    | 41°30'14.66"N 2°10'45.70"E |        |

## Personatges cèlebres
- Miquel Poblet, ciclista professional.

## Entitats
- La Unió de Mas Rampinyo. del cereal